# Panglong
Panglong (Shan-Schrift ပၢင်လူင် Baangloong, Birmanisch ပင်လုံ Banglum) auch Pinlon ist eine Stadt im südlichen Shan-Staat in Myanmar. Die Stadt wurde bekannt durch die Panglong-Vereinbarung, welche 1947 auf der Panglong-Konferenz unterschrieben wurde. Panglong steht deshalb für die Entstehung der Union of Burma. Panglong steht auch für das Recht von Minderheiten aus der Union von Myanmar auszutreten bzw. für das Recht der Minderheiten auf Autonomie innerhalb des Staates Myanmar. Für die burmesische Mehrheit steht Panglong für die Einheit des Landes. In Panglong steht das Unabhängigkeitsdenkmal von Myanmar. Panglong ist Sitz der Panglong-Universität. Panglong ist Teil des Loilem (Shan-Schrift လွႆလႅမ်၊) Bezirkes. Es hatte 2015 27.115 Einwohner. Panglong liegt im Gebiet des MOC-11, dem Military Operation Command 11 der Tatmadaw. Das Restoration Council of Shan State (kurz RCSS) beansprucht die Stadt für sich. Die Stadt war in der Vergangenheit zwischen der Shan State Army-South (kurz SSA-S) und der Zentralregierung umkämpft. Die Umgebung der Stadt gehört zu der Waffenstillstandszone der RCSS und der SSA-S. Der Waffenstillstandsvertrag wurde 2015 unterzeichnet. 

## Geographie
Panglong liegt wenige Kilometer nördlich der Bezirkshauptstadt Loilem im südwestlichen Shan-Staat. Es liegt zirka 100 Kilometer nordöstlich der Hauptstadt des Shan Staates Taunggyi. Panglong liegt an der Nationalstraße 44 in einem weitläufigen Tal, welches von hohen Bergen umgeben ist.

## Verwechsungsgefahr
Panglong darf nicht mit dem gleichnamigen Bezirk im Wa-Staat verwechselt werden, einer autonomen Zone im östlichen Shan-Staat, und nicht mit der gleichnamigen Mine im nördlichen Shan-Staat.